# Brachystola magna
Brachystola magna är en insektsart som först beskrevs av Girard, C. 1854.  Brachystola magna ingår i släktet Brachystola och familjen Romaleidae. Inga underarter finns listade i Catalogue of Life.

## Bildgalleri

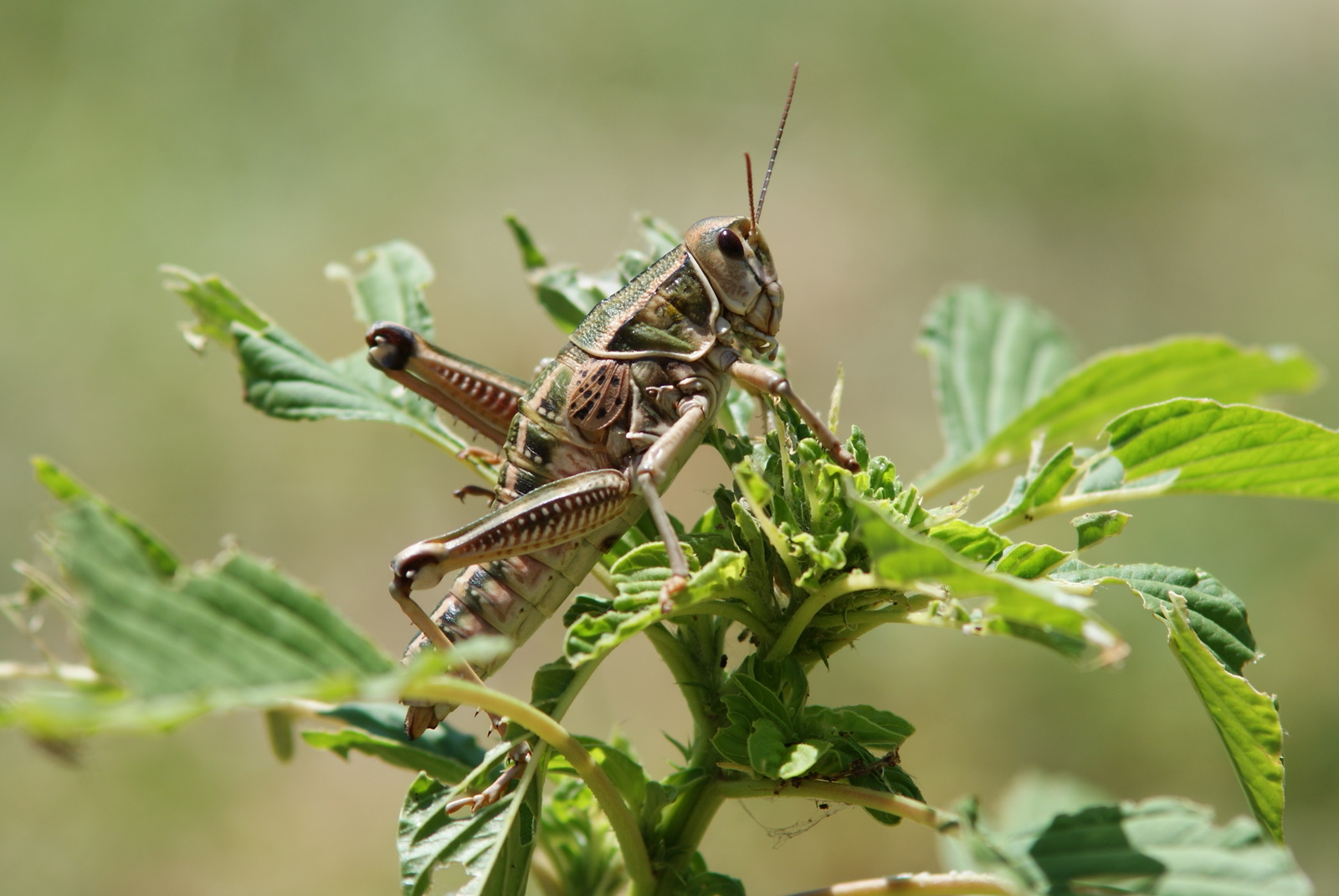